# Siem Reap (stad)
Siem Reap is de hoofdstad van de gelijknamige provincie van Cambodja. De stad telt 139.458 inwoners (2005), waarmee het de derde stad van Cambodja vormt. Bij de volkstelling van 1998 telde de stad nog 99.259 inwoners.
Dicht bij de stad ligt het monument Angkor, dat op de werelderfgoedlijst staat.

## Geboren
- Dith Pran (1942-2008), Cambodjaans-Amerikaans fotojournalist en mensenrechtenactivist (inspirator van de film The Killing Fields over het gruwelregime van de Rode Khmer)